# Masacre del Naya
La  Masacre del Naya fue una matanza ocurrida entre el 10 y 13 de abril de 2001 en las cercanías del Río Naya, entre los departamentos del Cauca y el Valle del Cauca en Colombia. Perpetrada por el Bloque Calima de las Autodefensas Unidas de Colombia (AUC).

## Antecedentes
Los alrededores del río Naya están poblados por comunidades de campesinos y pescadores indígenas y afrodescendientes, y su selva espesa es una ruta central para el narcotráfico. Por esta razón ha sido zona de disputa entre los grupos armados: las Fuerzas Armadas Revolucionarias de Colombia - Ejército del Pueblo (FARC-EP) llegaron en la década de los años 80, el Ejército de Liberación Nacional (ELN) a mitad de los 90 y los paramilitares de las Autodefensas Unidas de Colombia (AUC) con los Bloques Calima y Pacífico desde 1999 hasta su desmovilización entre 2005 y 2006.

## Hechos
El 10 de abril de 2001 un grupo de más de 100 paramilitares del Bloque Calima de las AUC liderado por Everth Veloza, alias 'HH' recorrieron los municipios y territorios aledaños al río Naya, ubicado en los límites de Cauca y Valle del Cauca, transportándose en camiones. En el trayecto, asesinaron a campesinos que eran señalados como colaboradores de la guerrilla. 
El 5 de abril, poco antes de los hechos, los paramilitares se reunieron y se armaron con 7,000 cartuchos calibre 5,56 y 4,000 de calibre 7,62, supuestamente a través de un sargento de inteligencia.

## Consecuencias
Luego de la masacre, los paramilitares se enfrentaron durante tres días al Frente 29 de las FARC-EP hasta el 16 de abril. La fuerza pública llegó a la zona solo hasta el 26 de abril. Según los reportes de Medicina Legal, los cadáveres tenían signos de tortura, algunos habían sido heridos con armas cortopunzantes y otros descuartizados, no todos los cuerpos pudieron ser identificados. Los locales aseguran que más de 100 personas fallecieron, pero hasta la fecha solo se han recuperado 27 cadáveres y 3,000 personas salieron desplazadas a Jamundí y Santander de Quilichao. El Consejo de Estado le ordenó al Ministerio de Defensa pagar seis mil millones de pesos como indemnización por la omisión de la fuerza pública en la masacre.

## Víctimas de la masacre
Las víctimas identificadas por Medicina Legal fueron las siguientes:
- William Audilio Rivera (trabajador de restaurante)

- Daniel Suárez (carnicero)
- Blanca Flor Pazu (esposa de Daniel Suárez)
- Gonzalo Osorio López, Edwin Herney Velasco
- Ómar Aponza (heladero)
- Esteban Delgado (dueño de finca)
- Gladis Ipia
- Jorge Valencia
- Guillermo Trujillo Gómez
- Rolando Castañeda Ambuila
- Wilson Caso Guetio (trabajador de finca)
- José Manuel Mina Caravalí
- Evelio Guetia
- Cayetano Cruz (alguacil del cabildo)
- Guillermo Aldana
- Jesús Antonio Ipia
- José Eider Gómez
- María Ilia Taquinás
- Edwin Velasco Belalcázar